# لنا (بازیگر)
لنا (انگلیسی: Lena)؛ زادهٔ (۱۸ مارس ۱۹۸۱) یک بازیگر و فیلمنامه‌نویس هندی است که بیشتر اوقات در سینما مالایالم فعالیت دارد.

## زندگی شخصی
لنا در مدرسه هاری سری ویدیا نیدهی، و همین‌طور دبیرستان عالی ادونتیست‌های روز هفتم، که هر دو در تریسور بود، حضور داشت. لنا دانش‌آموخته رشته روان‌شناسی بالینی است، و قبل از اینکه شغلش را برای ورود به فعالیت کامل در حرفه سینما رها کند، به عنوان روان‌شناس بالینی در بمبئی کار می‌کرد.

## فیلم‌شناسی
| سال  | فیلم               | نقش               | نکات |
| ---- | ------------------ | ----------------- | --- |
| ۲۰۰۹ | بابای باحال        |                   | |
| ۲۰۱۰ | دروغ اول آوریل     | لتا               | تک جلوه |
| ۲۰۱۰ | کوکتل              | دکتر سوزان        | تک جلوه |
| ۲۰۱۱ | ترافیک             | شروتی             | جایزه اس آی آی ام ای (SIIMA) برای بهترین بازیگر زن نقش مکمل، جایزه فیلم فیر: برای بهترین بازیگر نقش مکمل زن- مالایالم، جایزه فیلم آمریتا برای بهترین بازیگر نقش مکمل مرد (زن) |
| ۲۰۱۲ | هتل استاد          |                   | |
| ۲۰۱۳ | کابوی              | وینا              | |
| ۲۰۱۳ | راهسرا             | -                 | |
| ۲۰۱۴ | پل لندن            | گراسی             | |
| ۲۰۱۵ | خدای من            | -                 | |
| ۲۰۱۵ | مردی با چندین سایه | -                 | |
| ۲۰۱۶ | پل هوایی           | دیپتی، همسر جرج   | فیلم هندی |
| ۲۰۲۱ | قهوه سیاه          | آن                | دنبالهٔ فیلم نمک و فلفل (۲۰۱۱) |
| ۲۰۲۲ | بیست و یک گرم      | اس پی راچل        | [ ۷ ] |
| ۲۰۲۲ | اُ۲                 | مانوراما          | فیلم تامیل |
| ۲۰۲۲ | هیولا              | سی. آی مریم جرج   | [ ۹ ] |
| ۲۰۲۳ | اوه عزیزم          | مادر جنی و جاسمین | [ ۱۰ ] |
| ۲۰۲۳ | عشق یا هوس         | دویکا             | [ ۱۱ ] |